# Соколов, Александр Яковлевич
Александр Яковлевич Соколов (полное имя Александр-Зусман Янкелевич Соколов; 1897, Деренковец, Черкасский уезд, Киевская губерния — 1991, Москва) — советский учёный, инженер-конструктор, доктор технических наук (1952), в 1943—1975 годах — заведующий кафедрой пищевых машин в Московском технологическом институте пищевой промышленности. Брат Е. Я. Соколова.

## Биография
Окончил Харьковский технологический институт (1923). С 1924 работал в государственном АО «Мельстрой»: инженер группы, руководитель сектора, главный конструктор.
В 1933—1936 был в командировках в Германии, Великобритании, Дании, Франции, Иране и США, изучал оборудование для мельнично-элеваторной промышленности.
Доцент МВТУ (1933—1938 зав. кафедрой), Московского мукомольного института (1934—1941).
В 1941—1943 главный инженер минометного завода в Кургане.
В 1943—1975 зав. кафедрой, с 1975 профессор кафедры пищевых машин в Московском технологическом институте пищевой промышленности.
Доктор технических наук (1952), профессор (1952). Заслуженный деятель науки и техники РСФСР (1966).
Умер в 1991 году, похоронен на Головинском кладбище.
Сын — Борис Александрович Соколов (род. 1923), специалист в области ракетно-космической техники и ракетного двигателестроения, руководитель научно-технического центра РКК «Энергия».

## Сочинения
- Механическое оборудование зерновых элеваторов. — М., 1934.
- Элеваторное оборудование. — М., 1941.
- Технологическое оборудование элеваторов, мельниц, крупяных и комбикормовых заводов. — М., 1950.
- Пресса пищевых производств. — М., 1964.